# Stamboom Marie Eleonore van Anhalt-Dessau (1671-1756)
| Stamboom Marie Eleonore van Anhalt-Dessau (1671-1756)                      | Stamboom Marie Eleonore van Anhalt-Dessau (1671-1756)                                                  | Stamboom Marie Eleonore van Anhalt-Dessau (1671-1756)                                                  |
| -------------------------------------------------------------------------- | --- | --- |
| Grootouders                                                                | Johan Casimir van Anhalt-Dessau (1596-1660) x 1623 Agnes van Hessen-Kassel (1606-1650)                 | Frederik Hendrik van Oranje-Nassau (1584-1647) x 1625 Amalia van Solms (1602-1675)                     |
| Ouders                                                                     | Johan George II van Anhalt-Dessau (1627-1693) x 1659 Henriëtte Catharina van Oranje-Nassau (1638-1708) | Johan George II van Anhalt-Dessau (1627-1693) x 1659 Henriëtte Catharina van Oranje-Nassau (1638-1708) |
| Marie Eleonore van Anhalt-Dessau (1671-1756) x 1687 George Jozef Radziwill | | |
| Kinderen                                                                   | ? | ? |